# Vassil Rats
Vassil Kàrlovitx Rats, (Fanchikove, Transcarpàcia, 25 de març de 1961) és un exfutbolista ucraïnès d'ètnia hongaresa. Va participar en dues Copes del Món amb la Unió Soviètica.

## Palmarès

### Dinamo de Kíev
- Lliga soviètica: 1985, 1986, 1990.
- Copa soviètica: 1982, 1987, 1990.
- Recopa d'Europa: 1986.

### Selecció soviètica
- Subcampionat d'Europa: 1988.